# Juppette
Con il termine juppettes, si indicano in lingua francese le dodici donne che fecero parte del primo governo di Alain Juppé in carica da 17 maggio al 7 novembre 1995.
La stragrande maggioranza di loro ricoprì incarichi di segretarie di Stato o ministri secondari, prima di essere destituite pochi mesi dopo la nomina.

## Lista
| Ritratto | Nominativo                        | Ruolo |
| -------- | --------------------------------- | --- |
|          | Elisabeth Hubert                  | ministra della salute pubblica e dell'assicurazione sanitaria                                              |
|          | Colette Codaccioni                | ministra della solidarietà tra le generazioni                                                              |
|          | Corinne Lepage                    | ministra dell'ambiente                                                                                     |
|          | Françoise de Panafieu             | ministra del turismo                                                                                       |
|          | Anne-Marie Couderc                | segretaria di Stato presso il Primo ministro, responsabile dell'occupazione                                |
|          | Élisabeth Dufourcq                | segretaria di Stato presso il Ministero dell'educazione nazionale, responsabile della ricerca              |
|          | Françoise Hostalier               | segretaria di Stato presso il Ministero dell'educazione nazionale, responsabile dell'istruzione scolastica |
|          | Anne-Marie Idrac                  | segretaria di Stato presso il Ministero della pianificazione territoriale, responsabile dei trasporti      |
|          | Margie Sudre                      | segretaria di Stato presso il Ministero degli affari esteri, responsabile della francofonia                |
|          | Nicole Ameline                    | segretaria di Stato presso il Ministero della riforma dello Stato, responsabile del decentramento          |
|          | Françoise de Veyrinas (1943-2008) | segretaria di Stato presso il Ministero dell'integrazione, responsabile dei quartieri svantaggiati         |
|          | Christine Chauvet                 | segretaria di Stato presso il Ministero dell'industria, responsabile del commercio estero                  |

Quando fu formato il secondo governo di Alain Juppé, solo tre di loro coprirono nuovamente la carica: Anne-Marie Idrac, Margie Sudre e Corinne Lepage, mentre una quarta, Anne-Marie Couderc, fu promossa da segretario di Stato a ministro delegato per l'occupazione.